# Colmier-le-Bas
Colmier-le-Bas é uma comuna francesa na região administrativa de Grande Leste, no departamento de Haute-Marne. Estende-se por uma área de 5,95 km² e se situa a em media, 377 metros acima do nivel do mar. Em 2010 a comuna tinha 22 habitantes (densidade: 3,7 hab./km²).